# Brat Juzef
Brat Juzef – debiutancki album studyjny Nagłego Ataku Spawacza wydany w 1996 roku nakładem wytwórni PH Kopalnia. Wydawnictwo sprzedało się w nakładzie ponad 100 tys. egzemplarzy.

## Lista utworów
Źródło:.
| Utwory (długość z wydania Spotify w 2016) | Utwory (długość z wydania Spotify w 2016) | Utwory (długość z wydania Spotify w 2016) |
| Nr                                        | Tytuł utworu                              | Długość                                   |
| ----------------------------------------- | ----------------------------------------- | ----------------------------------------- |
| 1.                                        | „Sekty”                                   | 3:41                                      |
| 2.                                        | „Wesele”                                  | 3:23                                      |
| 3.                                        | „Menele”                                  | 3:41                                      |
| 4.                                        | „Zabić Wszystkich Heretyków”              | 2:59                                      |
| 5.                                        | „Pedał Roman”                             | 3:04                                      |
| 6.                                        | „Cop-Killer Body Count”                   | 4:06                                      |
| 7.                                        | „Nagły Atak Spawa3”                       | 4:11                                      |
| 8.                                        | „Pokój 1996”                              | 4:48                                      |
| 9.                                        | „O Sobie Samym”                           | 4:33                                      |
| 10.                                       | „Zethapee”                                | 3:34                                      |
| 11.                                       | „A-ALZ KILLZ”                             | 3:05                                      |
| 12.                                       | „Anty”                                    | 5:39                                      |
| 13.                                       | „B.Boys”                                  | 4:09                                      |
| 14.                                       | „Outro”                                   | 4:20                                      |
|                                           |                                           | 55:13                                     |

## Twórcy
Źródło:.
- Krzysztof „Fazi” Milerski – wokal, słowa, perkusja, miksowanie
- Przemysław „Dzwon” Jaszkowski – wokal, słowa, gitara
- Paweł „Kaczmi” Kaczmarek – wokal, słowa, gitara basowa
- Krzysztof Kozak –  produkcja
- Andrzej Mikołajczak – miksowanie
- Wojciech „Wo-Man” Hoffmann – miksowanie, gitara, sampler
- Tomasz „Titus” Pukacki – wokal (6, 13), gitara (6, 13)
- Marcin „Iceman” Maćkowiak (Slums Attack) – wokal wspierający (12), skrecze (12)
- Ryszard „Peja” Andrzejewski (Slums Attack) – wokal (12), słowa (12)